# IC 4628
IC 4628，或稱為斑節蝦星雲（Prawn Nebula），是位於天蠍座的一個發射星雲，距離地球約6000光年。由天文學家讓·瑪璉·愛德華·史提芬於1829年11月16日發現。
IC 4628是年齡只有數百萬年的年輕星雲。該星雲被天蠍座OB1星協內大質量恆星照亮，並且該區域內的氫受到恆星輻射的紫外線照射而電離。

## 參考資料

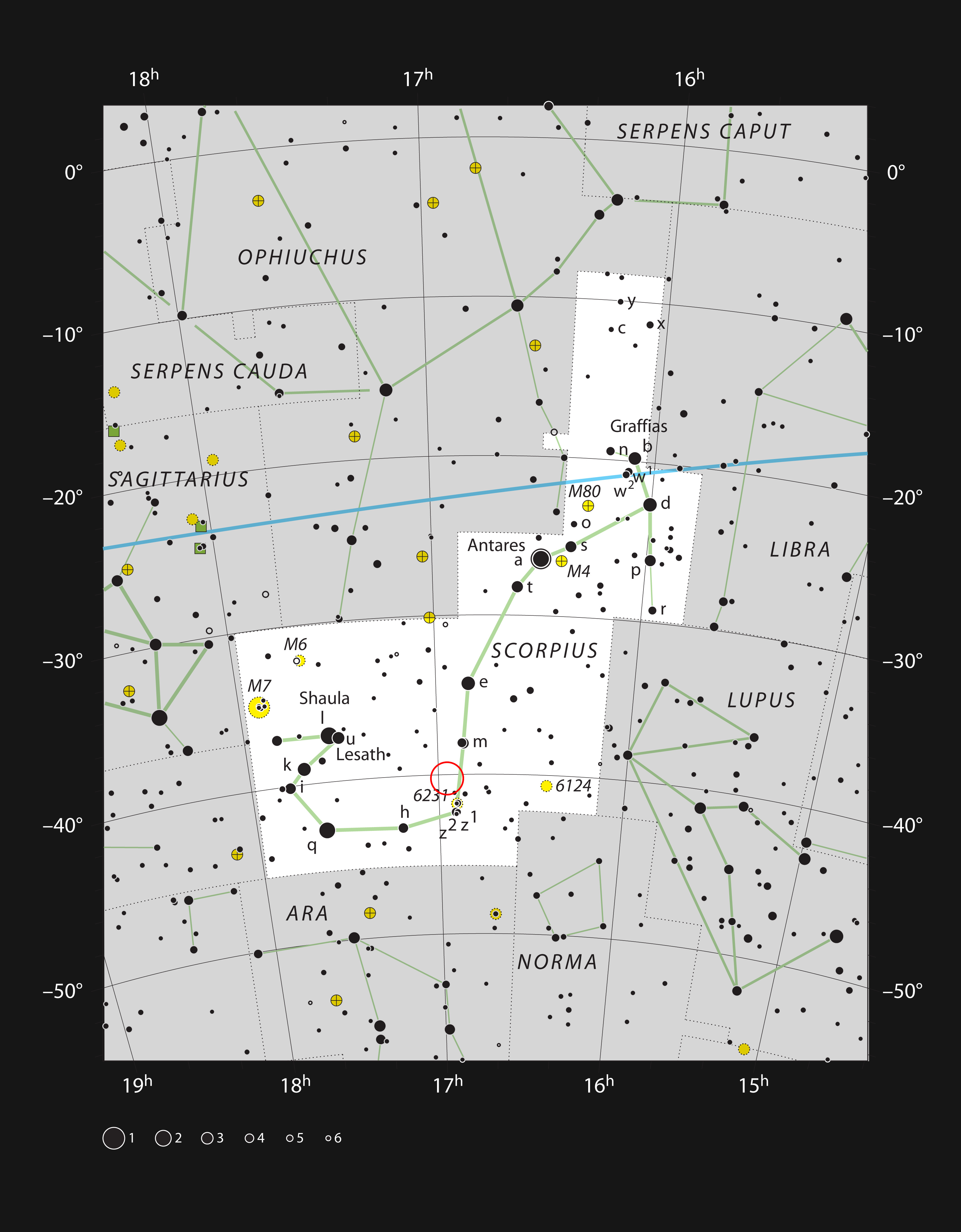
IC 4628在天蠍座的位置。

## 外部連結
- 每日一天文圖－IC 4628: 斑節蝦星雲  2012年9月7日
- The emission nebula IC 4628